# Гецкин, Лев Соломонович
Лев Соломонович Гецкин (20 мая 1911 года, Уфа — 28 декабря 1992 года, Усть-Каменогорск) — советский учёный, доктор технических наук (1964), профессор (1967), член-корреспондент Академии наук Казахской ССР (1967). Заслуженный деятель науки Казахской ССР (1976).

## Биография
В 1934—1944 гг. жил и работал в Челябинске. В 1944—1952 гг. занимал должности начальника технического отдела, главного инженера, директора Усть-Каменогорского свинцово-цинкового комбината. В 1952—1982 гг. занимал должности главного инженера, заместителя директора, директора Всесоюзного научно-исследовательского горно-металлургического института цветных металлов.

## Научная деятельность
Автор научных трудов в области цветной металлургии и 24 изобретений. Гецкин разработал физико-химические основы технологических процессов переработки и комплексного использования полиметаллических концентратов на предприятиях цветной металлургии Казахской ССР, технологии извлечения кобальта и других металлов из железомагнетитовых руд.

## Награждения
Стал лауреатом Ленинской премии за работы в области развития металлургии. Награждён двумя орденами Трудового Красного Знамени.

## Сочинения
- Извлечение редких металлов на предприятиях свинцово-цинковой промышленности зарубежных стран, — Москва, 1962. (в соавторстве).
- Современные способы переработки свинцово-цинковых руд и концентратов, — Москва, 1964.